# Лазаревський Олександр Олександрович
Олександр Олександрович Лазаревський (13 серпня 1948 — 27 серпня 2009) — український культурний діяч, син Олександра Глібовича Лазаревського (див. Лазаревські).

## Життєпис
Закінчив Київський автодорожній інститут (1967–1973), Московський державний університет (1989–1992) і Міжнародну академію консалтінгу та оцінки (1997–1999).
1978–2005 працював у містах Сургут, Нижньовартовськ, Мегіон, Самара (усі нині РФ). Від 2002 — на пенсії. У 2002–2005 був головою Самарського обласного Українського національно-культурного центру «Промінь». З нагоди 15-ї річниці незалежності України указом Президента України від 17 серпня 2006 нагороджений званням «Заслужений працівник культури України».
Член Союзу професійних літераторів Росії (з 2003), лауреат премій О. Лазаревського (заснованих Конотопською міською радою). Автор праць про родину Лазаревських і Т. Шевченка та упорядник мемуарів Матвія Ілліча, Олександра Матвійовича, Гліба Олександровича та Олександра Глібовича Лазаревських (разом з І. Забіякою).
Від 2005 проживав у Києві.

## Джерело
- Добрий син добрих батьків